# Maserati 3200 GT
La Maserati 3200 GT (nome in codice Tipo 338) è un'autovettura prodotta dalla casa automobilistica italiana Maserati tra il 1998 e il 2002.
Questa coupé venne disegnata dall'Italdesign di Giorgetto Giugiaro, designer tra l'altro anche delle Ghibli, Bora e Merak.

## Il contesto

### Design

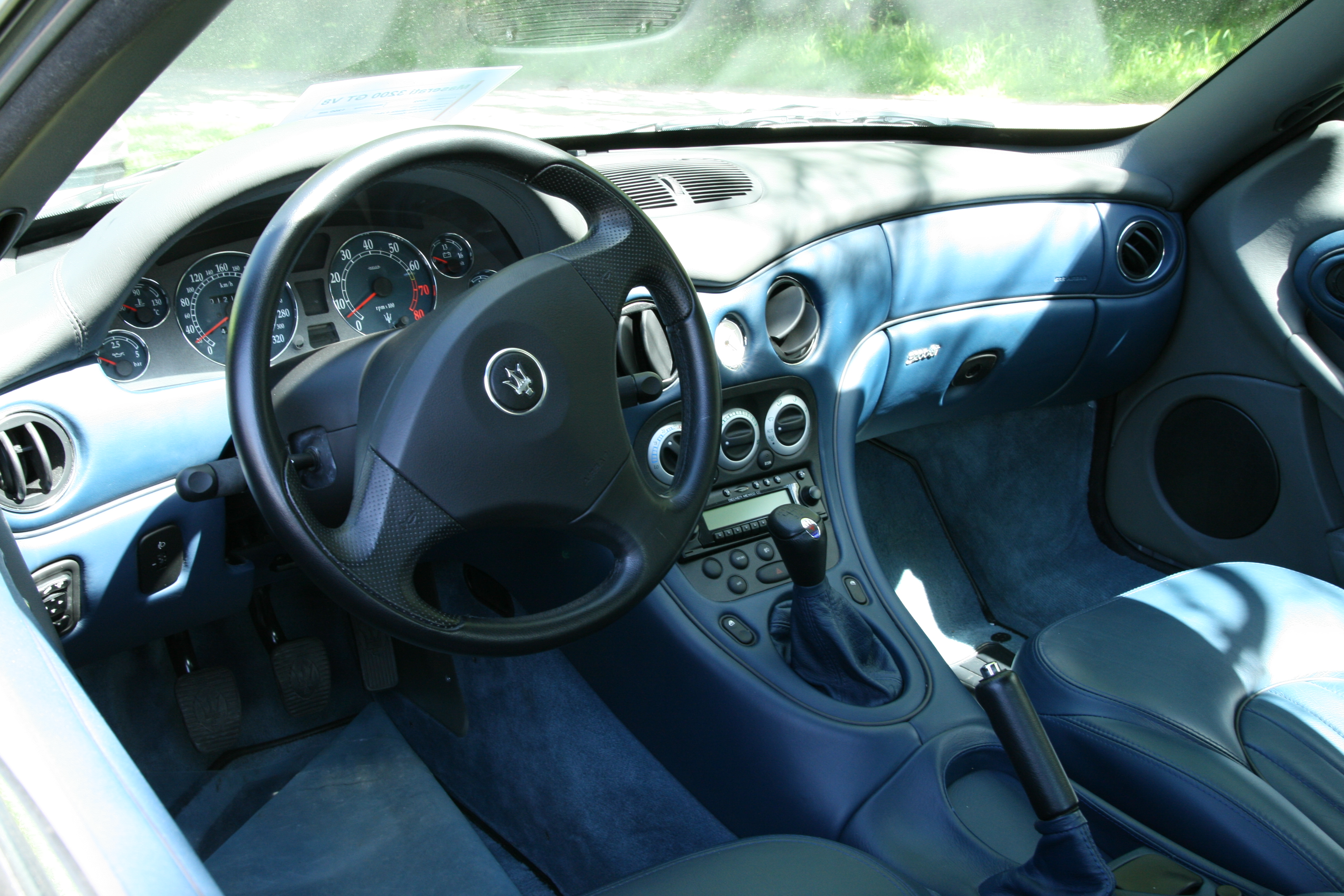
Interni di una 3200 GT

Lo stile è frutto di una collaborazione a quattro mani tra Italdesign e centro stile Lancia. Mentre Giugiaro ha disegnato la linea esterna, la plancia e gli interni sono stati disegnati da Fumia, all'epoca direttore del centro stile Lancia, che comunque insieme a Maserati faceva già parte del gruppo Fiat.

### Motore
Il motore, disposto anteriormente, è un V8 3200 cm³, sovralimentato con 2 turbine IHI, da 368 CV erogati a 6250 giri/min derivato da quello già utilizzato sulla Quattroporte (ma non sulla Shamal), e permette alla 3200 GT di raggiungere una velocità massima di 285 km/h, e di scattare da 0 a 100 km/h in 5 secondi netti.

### 3200 GT Assetto Corsa
La Maserati 3200 GT Assetto Corsa è una versione speciale a numero limitato (56 per l'Italia e 194 per il resto del mondo), progettata per i clienti che richiedevano un allestimento ancora più sportivo. La presentazione avvenne nel marzo 2001, al salone dell'automobile di Ginevra.

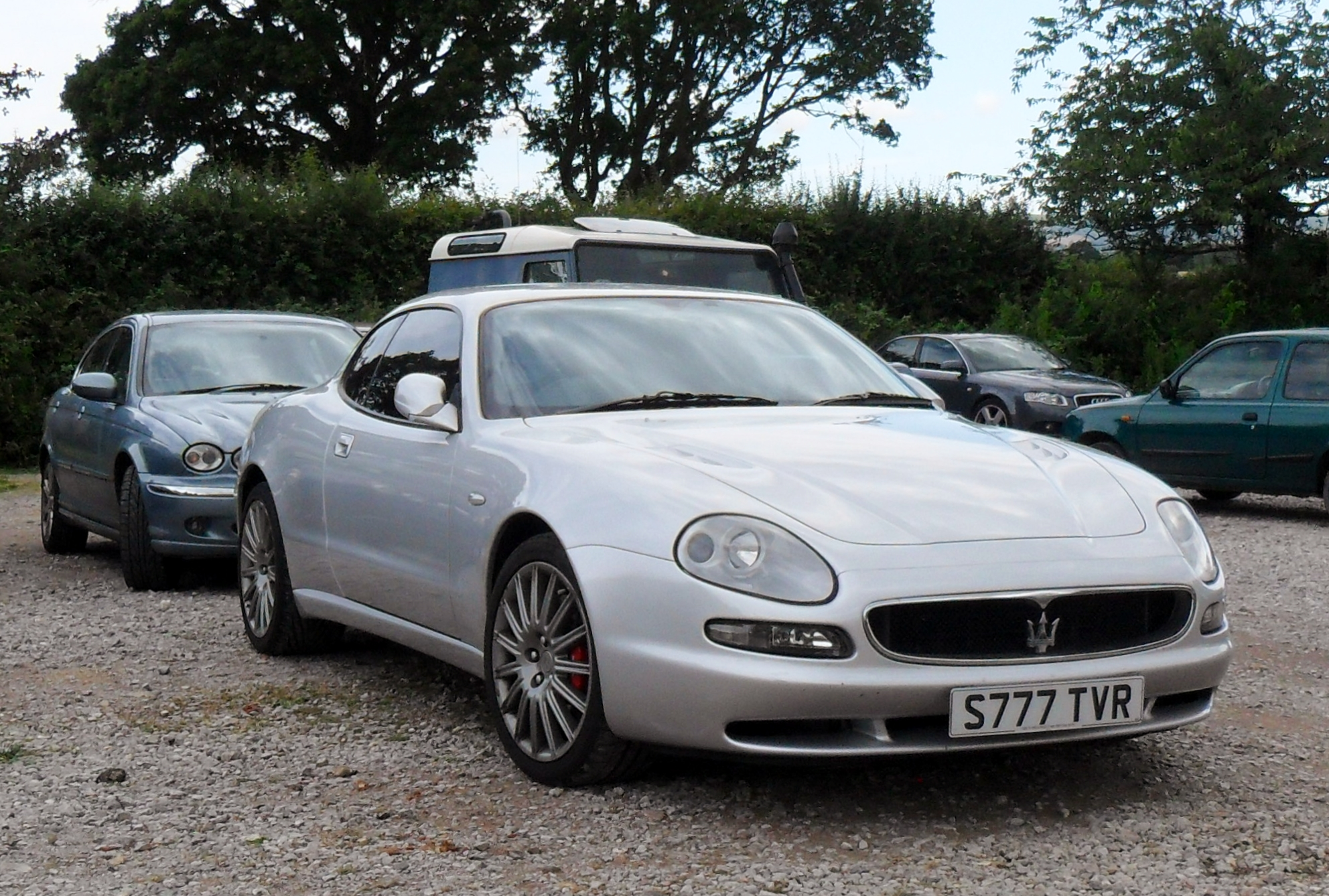
Maserati 3200 GT Assetto Corsa

La caratteristica principale di questa versione era l'adozione di un sistema di smorzamento intelligente, che permetteva la regolazione automatica di ogni singolo ammortizzatore a gas a livello di accelerazione verticale e laterale. Elaborando i dati rilevati da una serie di sensori, le sospensioni erano automaticamente in grado di adattarsi a 14 impostazioni diverse. Naturalmente, il controllo della trazione poteva essere completamente disattivato.
Inoltre la versione "Assetto Corsa" adottava una barra stabilizzatrice anteriore più grande, molle più rigide, un assetto ribassato di 10 mm all'avantreno e 8 mm al retrotreno, pneumatici Pirelli P-Zero Corsa a mescola morbida, pastiglie racing, bocchette di ventilazione speciali, un nuovo servosterzo a risposta più rapida, pedali sportivi in alluminio, interni in pelle Connolly, cerchi in lega a 15 razze verniciati in color grigio scuro, la scritta “Assetto Corsa” incisa sui brancardi sottoporta, le pinze dei freni rosse e la targhetta identificativa con numero progressivo.

## Fine produzione
Anche a causa del particolare disegno dei fanali posteriori a LED (una delle prime applicazioni al mondo su auto di serie) a "forma di boomerang" che contrastavano le direttive statunitensi sulla visibilità notturna, la 3200 GT venne sostituita nel 2002 dalla Coupé che permise alla casa del tridente di tornare sul mercato statunitense. Della 3200 GT sono stati prodotti 4.795 esemplari, di cui 2.689 con cambio manuale e 2.106 con cambio automatico.
Dal 2002 l'auto non fu più costruita con motori Maserati 3200 cm³ biturbo, ma dotata di motori aspirati, derivati dalla produzione Ferrari esistente, con cilindrata di 4200 cm³, 390 CV e 451 Nm di coppia a 4500 giri/min, mentre il motore Maserati sovralimentato offriva una potenza di 368 CV e una coppia di 490 Nm (50 kg/m) a 4500 giri/min. Quest'ultimo valore è ancora oggi di assoluto rispetto per un motore di tale cilindrata.